# Orlíček černavý
Orlíček černavý (Aquilegia nigricans) je druh rostliny z čeledi pryskyřníkovité (Ranunculaceae).

## Popis
Jedná se o vytrvalou rostlinu dorůstající nejčastěji výšky 30–60 cm s krátkým silným oddenkem. Lodyha je přímá, větvená, hlavně v horní části chlupatá, a většinou i žláznatá. Přízemní listy jsou dlouze řapíkaté, složené, 1–2x trojčetné, lístky v obrysu okrouhlé až eliptické, na okraji zpravidla vroubkované. Lodyžní listy jsou s kratšími řapíky, nejvyšší pak přisedlé, nejvyšší až jednoduché. Čepele jsou svrchu zelené, naspodu nasivělé, naspodu zpravidla měkce chlupaté. Květy jsou na dlouhých stopkách v řídkém vrcholičnatém květenství, jsou většinou modré až modrofialové barvy. Kališních lístků je 5, jsou petaloidní (napodobující korunu), zbarvené standardně modře, řidčeji růžově až bíle, jsou vejčitého tvaru, nejčastěji 25–35 mm dlouhé a asi 10–12 mm široké. Korunních lístků je taky 5, stejné barva jako kališní, jsou kornoutovitého tvaru na bázi s asi 16–21 cm dlouhou na konci zakřivenou ostruhou, kde jsou nektária. Kvete v červnu až v červenci. Tyčinek je mnoho, jsou nahloučené ve svazečku, vnitřní jsou sterilní, tyčinky přesahují korunní lístky většinou o 2–5 mm. Gyneceum je apokarpní, pestíků je nejčastěji 5. Plodem je měchýřek, vyvnikle žilnatý, nejčastěji 15–20 cm dlouhý. Měchýřky jsou uspořádány do souplodí. Počet chromozomů je 2n=14.

## Rozšíření
Orlíček černavý roste ve střední až jihovýchodní Evropě, od Alp po východní a jižní Karpaty a Balkán. V České republice ani na Slovensku dosud nebyl prokázán, nejblíže roste v rakouských Alpách a ukrajinských Karpatech. Druh je příbuzný a značně podobný orlíčku obecnému (Aquilegia vulgaris).